# サイダーガール
サイダーガール（CIDER GIRL）は、日本のロックバンド。2014年結成。2017年にメジャーデビュー。所属レーベルはCIDER RECORDS（ユニバーサル ミュージック アーティスツ）。

## 略歴
2014年5月にYurin、知、フジムラ、トルルの四人で結成し、同年7月26日に下北沢Club251で初ライブを実施。
2015年6月に自主レーベルから1stミニアルバム『サイダーのしくみ』をリリース。同年11月にドラマーのトルルがサイダーガールでの活動を休止し、12月末に脱退。
2017年7月26日にUniversal Jから1stシングル『エバーグリーン』でメジャーデビュー。
2022年7月26日より、知が一時活動休止となり、当面の間サポートメンバーを迎えて活動することとなった。その後、2024年5月27日に知が活動再開し、3人での活動に戻った。

## メンバー
グループ名から女性と間違われることも多いが、全員男性である。
Music Videoや、TVなどメディアでの顔出しはしていない。ライブでは顔を出している。
メンバー全員が作詞作曲、編曲を行う。
- Yurin（ゆりん、3月3日 - ）
ボーカル・ギター
  - 九州地方出身。本人の強いネットリテラシーのため山形県出身と間違った情報があった。
  - バンド結成前にはニコニコ動画の歌い手として活動していた[1]。
  - 寝ることが好き。
  - 多汗症。冬場は炬燵に手を入れると手から湯気が出る。学生の頃、テストを受ける際は手汗でテスト用紙が濡れてしまうため、常にタオルを持参してテストを受けていた。ギターの弦はライブ一公演で錆びてしまう。
  - 身長164cm。
  - DIYが趣味。家具を自作している。
  - 麻辣湯が好き。
  - 小学生になりピアノを習い始め、10年程続けた。
  - 母の車で流れていたThe Beatlesとジョン・レノンがバンドを始めるきっかけになっている。中学2年生の時に学祭でBUMP OF CHICKENのコピーバンドをした。
  - X JAPANのhideのファン。中学生時代にコピーバンドをしていた。
  - それからArch Enemy、Children of Bodomなどのデスメタル、ANGRA、DragonForceなどのメロスピ、Saosin、System of a Downなどのエモ、ハードコア、高校生の頃はNo Use for a Nameや日本のメロコアバンドに傾倒する。
  - ホラーが好き。Twitterでは稲川淳二のみのリストを作っている。夏になると苗字が稲川になる。
- 知（とも、12月2日 - ）
ギター
  - 北海道出身。
  - 酒が好き。サッポロビールをこよなく愛す。
  - エッセイや、文章を書くことが好き。
  - お笑いが好き。好きな芸人は、西村ヒロチョ、オードリー。西村ヒロチョとは、ファンクラブ番組で共演している。
  - 焼きうどんが好きで、年間100食食べていたこともある。
  - 敬愛するアーティストは奥田民生、星野源。AMラジオでたまたま流れていた奥田民生の「イージュー★ライダー」を聴いて、音楽で将来生きていこうと決めた。
  - 学生時代は吹奏楽部でパーカッションを担当しており、学生時代はTHE BLUE HEARTSのコピーバンドでドラムを担当していた。ベースや、ピアノも演奏でき、宅録の際は全ての楽器を打ち込み、演奏している。
  - サウナが趣味。
  - 「風来のシレン」「モンスターファーム」など、やりこみゲームが好き。暇な時はTwitchというアプリでゲーム配信を見たりしている。
  - バンド結成前は「ラムネ/村人P」としてVOCALOIDを使用した音楽活動を行っていた[1]。この活動を通して、Yurin、フジムラと出会っている。
  - 2022年7月26日から一時的に活動休止していたが、2024年5月27日に活動再開した。
- フジムラ（7月25日 - ）
ベース
  - 神奈川県横須賀市出身。地元を横浜と間違えられていた。
  - 身長177cm。
  - 知と同じく「moff」としてVOCALOIDを使用した音楽活動を行っていた。
  - メンバー内でのいじられキャラ、MCを担う。
  - Yurinとは、結成後初の顔合わせでお互いの顔を認知した。
  - 父親がギタリストである。SOPHIA、ACIDMAN、ジミ・ヘンドリックスから影響を受けている。父親からギターを譲り受けたが、1ヶ月で挫折した。「ベースの方が弦が少ないから」という理由でベースを始めた。父親からはレコーディングの際に機材を借りている。
  - 好きな動物はパンダとペンギン。理由は単純に動きが可愛いから。パンダの実物を見たことはない。
  - 週3回食べるほど、ラーメンが好き。特に好きなラーメンは本丸亭の塩ラーメン。
  - ガンダムシリーズが好き。乗ってみたいMSは、ドーベン・ウルフ、クィン・マンサ。
  - 商業施設に限り、単独行動が苦手。
  - ファンクラブ番組の締めでは正拳突きをしている。
  - 実家は和菓子屋。

### 旧メンバー
- トルル
  - ドラムス。
  - 2015年11月からサイダーガールでの活動を休止し、12月27日に脱退[2]。現在はザ・キャプテンズのドラマーとして活動（名義はシミズトール）。

### サポートメンバー
- 深谷マネージャー
  - マネージャー兼ドラマー。
  - トルル脱退後にドラムを担当。主にレコーディングに参加している。
  - 活動期間は、2017年〜2018年10月/2019年5月〜。
- komaki
  - ドラムス。
  - トルル脱退後のライブサポートドラマー。
  - tricot（2011年 - 2014年）や、wrong city（2014年 - 2016年）で活動。
- 細川千弘（2018年10月‐2019年5月）
  - 元Shout it Out
  - 現KOTORI（2019年5月‐）
- 吉田雄介（tricot）

## CIDER GIRL
メンバーは一切メディアに顔出しをしないため、イメージキャラクターの「CIDER GIRL」がミュージック・ビデオ等に出演している。2021年に廃止。
- るうこ（2016年）
- 池間夏海（2017年）
- 杉本愛里（2018年）
- 小貫莉奈（2019年）[6]
- 莉子（2020年）

## ディスコグラフィ
表中の順位は、各種週間オリコンランキングの最高順位を示す。

### シングル

#### 配信限定シングル
|     | 配信日         | タイトル         | 収録作品               |
| --- | -------------- | ---------------- | ---------------------- |
| 1st | 2015年06月02日 | ドラマチック     | サイダーのしくみ       |
| 2nd | 2016年01月14日 | NO.2             | サイダーの街まで       |
| 3rd | 2016年09月16日 | オーバードライブ | ジオラマインサイダー   |
| 4th | 2016年10月13日 | スワロウ         | ジオラマアウトサイダー |

|      | 配信日         | タイトル       | 収録作品            |
| ---- | -------------- | -------------- | ------------------- |
| 5th  | 2017年08月30日 | メッセンジャー | SODA POP FANCLUB 1  |
| 6th  | 2017年10月04日 | メランコリー   | SODA POP FANCLUB 1  |
| 7th  | 2020年07月04日 | ID             | シングル『落陽/ID』 |
| 8th  | 2021年04月21日 | ライラック     | SODA POP FANCLUB 4  |
| 9th  | 2021年07月26日 | 待つ           | SODA POP FANCLUB 4  |
| 10th | 2021年10月08日 | シンデレラ     | SODA POP FANCLUB 4  |

|      | 配信日         | タイトル  | 収録作品 |
| ---- | -------------- | --------- | -------- |
| 11th | 2024年09月11日 | 栞        | CIDERPIA |
| 12th | 2024年10月02日 | HELLO     | CIDERPIA |
| 13th | 2024年12月11日 | wagon     | CIDERPIA |
| 14th | 2025年01月08日 | Choose!!! | CIDERPIA |

### 参加作品
- V.A.『ツタロック DIG Vol.5』 (2016年4月20日：TSUTAYAレンタル限定、「ドラマチック」収録)

### 楽曲提供
- EVEN デビューシングル 『アイノウタ』（Bass：フジムラ）
- King&Prince 2ndアルバム『L&』収録「生活(仮)」（作詞・作曲：Yurin、作詞は髙橋海人との共作）
- 超ときめき♡宣伝部 デビューアルバム『ときめきがすべて』収録「雨上がり」（作詞・作曲・編曲：知）
- NARLOW「夏とスノードロップ」（作詞・作曲・編曲：Yurin）

## タイアップ
| 起用年 | 使用楽曲             | タイアップ                                                                                      |
| ------ | -------------------- | ----------------------------------------------------------------------------------------------- |
| 2016年 | NO.2                 | 関西テレビ『ミュージャック』2016年2月度エンディングテーマ                                       |
| 2016年 | オーバードライブ     | テレビ東京系『じっくり聞いタロウ〜スター近況（秘）報告〜』2016年10月度エンディングテーマ        |
| 2017年 | ドラマチック         | NTTドコモ 北海道限定キャンペーンCMソング                                                        |
| 2017年 | エバーグリーン       | TBS系『COUNT DOWN TV』2017年8月・9月度オープニングテーマ                                        |
| 2017年 | Fourside Moonside    | テレビアニメ『縁結びの妖狐ちゃん』エンディングテーマ                                            |
| 2018年 | パレット             | 毎日放送・TBSテレビドラマ、映画『兄友』主題歌                                                   |
| 2018年 | しょうがないよな     | 映画『EVEN〜君に贈る歌〜』オープニングテーマ                                                    |
| 2018年 | ハロー・ミュージック | TBSラジオ『新生活応援キャンペーン2018』テーマソング                                             |
| 2018年 | 約束                 | 毎日放送・TBSテレビドラマ『覚悟はいいかそこの女子。』挿入歌                                     |
| 2018年 | リバーシブル         | 映画『わたしに××しなさい！』挿入歌                                                              |
| 2018年 | dialogue             | 映画『家族のはなし』主題歌                                                                      |
| 2019年 | クローバー           | 毎日放送・TBSテレビドラマ『都立水商！〜令和〜』エンディングテーマ                               |
| 2019年 | 週刊少年ゾンビ       | 『HUAWEI nova 5T』 TikTokタイアップソング                                                       |
| 2019年 | シンクロ             | Netflixオリジナルアニメシリーズ『7SEEDS』エンディングテーマ                                     |
| 2020年 | クライベイビー       | ゆめタウン『新生活2020ゆめ宣言』CMソング                                                        |
| 2020年 | ID                   | テレビアニメ『炎炎ノ消防隊 弐ノ章』エンディングテーマ                                           |
| 2020年 | 落陽                 | 木曜ドラマF『おじさんはカワイイものがお好き。』主題歌                                           |
| 2021年 | ドラマチック         | 週刊少年サンデー連載作品『古見さんは、コミュ症です。』コミックス第20巻発売記念PV                |
| 2021年 | ライラック           | NTT docomo「みんなに好きを繋ごう」篇・「みんなに好きを繋ごう 通信ネットワーク」篇 CMソング      |
| 2021年 | メランコリー         | テレビ東京系『有吉ぃぃeeeee!そうだ!今からお前んチでゲームしない?』2021年4月度エンディングテーマ |
| 2021年 | シンデレラ           | TVアニメ『古見さんは、コミュ症です。』オープニングテーマ                                        |
| 2022年 | 飛行船               | DHL FAST-TRACKグローバルシリーズ 第3弾                                                          |
| 2022年 | エバーグリーン       | カルビー「じゃがりこ」TikTokショートドラマ『あげりこ学園』主題歌                                |
| 2023年 | Bluebell             | TBS系列『ひるおび』2023年6月エンディングテーマ                                                  |
| 2024年 | Bluebell             | KBS京都『高校野球 京都大会』テーマ曲                                                            |
| 2024年 | 栞                   | TBS系列『王様のブランチ』9月度エンディングテーマ                                                |
| 2024年 | HELLO                | 映画『恋愛終婚』主題歌                                                                          |
| 2025年 | Choose!!!            | テレビアニメ『悪役令嬢転生おじさん』オープニングテーマ                                          |

## 主なライブ出演
- ROCK IN JAPAN FESTIVAL (2016年8月13日)
- FM802 ROCK FESTIVAL RADIO CRAZY (2019年12月25日)

サイダーのゆくえ

CIDER LABO
| タイトル         | 日程・会場                                                        | 備考 |
| ---------------- | ----------------------------------------------------------------- | ---- |
| CIDER LABO vol.1 | 2015年8月21日 下北沢MOSAiC (東京) w/ココロオークション、TORIENA   |      |
| CIDER LABO vol.2 | 2015年12月26日 Shinjuku MARZ (東京) w/the quiet room              |      |
| CIDER LABO vol.3 | 2016年6月17日 渋谷WWW (東京) w/Healthy Dynamite Club              |      |
| CIDER LABO vol.4 | 2016年4月22日 渋谷CLUB QUATTRO (東京) w/ONIGAWARA、LAMP IN TERREN |      |
| CIDER LABO vol.5 | 2017年6月23日 -ONE MAN- 赤坂マイナビBLITZ (東京)                  |      |
| CIDER LABO vol.6 | 2017年7月1日 -ONE MAN- 大阪バナナホール (大阪)                    |      |

ぼくらのサイダーウォーズ
その他

## 出演

### ラジオ
- イマレコ!!（第2・4週）（2019年4月 - 、エフエム北海道）※『IMAREAL』内フロート番組、知のみ出演[10]